# Вячеславски селски съвет
Вячеславски селски съвет (на украински: Вячеславська сільська рада) e селски съвет в Приморски район, Запорожка област, Украйна. Той е съставен от 2 селища с площ от 4.94 км2. През 2001 година населението му възлиза на 1639 души. Административен център е село Вячеславка.

## Селища
- с. Вячеславка – 914 души (2001 г.)
- с. Мариновка – 725 души (2001 г.)

## Местна власт
Управителният съвет на Вячеславски селски съвет е съставен от 16 члена. След изборите през 2010 година в местната управа влизат:
- Партия на регионите – 12 места
- Партия на индустриалците и предприемачите на Украйна – 1 място
- Независими – 3 места